# Thập niên 2010
Thập niên 2010 hay thập kỷ 2010 chỉ đến những năm từ 2010 đến 2019, kể cả hai năm đó. Không chính thức, nó cũng có thể bao gồm vài năm vào cuối thập niên trước hay vào đầu thập niên sau. Đây là thập kỷ thứ hai của thế kỷ 21.

## Sự kiện
- 2010: Kỷ niệm 1000 năm Thăng Long – Hà Nội